# Ecuadorlooftiran
De Ecuadorlooftiran (Phylloscartes gualaquizae) is een zangvogel uit de familie Tyrannidae (tirannen).

## Verspreiding en leefgebied
Deze soort komt voor in zuidelijk Colombia, Ecuador en noordelijk Peru.

## Status
De grootte van de populatie is niet gekwantificeerd maar het wordt waarschijnlijk geacht dat er veel meer dan 10.000 volwassen individuen zijn. Op de Rode lijst van de IUCN heeft deze soort de status niet bedreigd.